# Titolo di città in Giappone
     Città designata per ordinanza governativa
     Città nucleo
     Città
     Quartieri speciali 

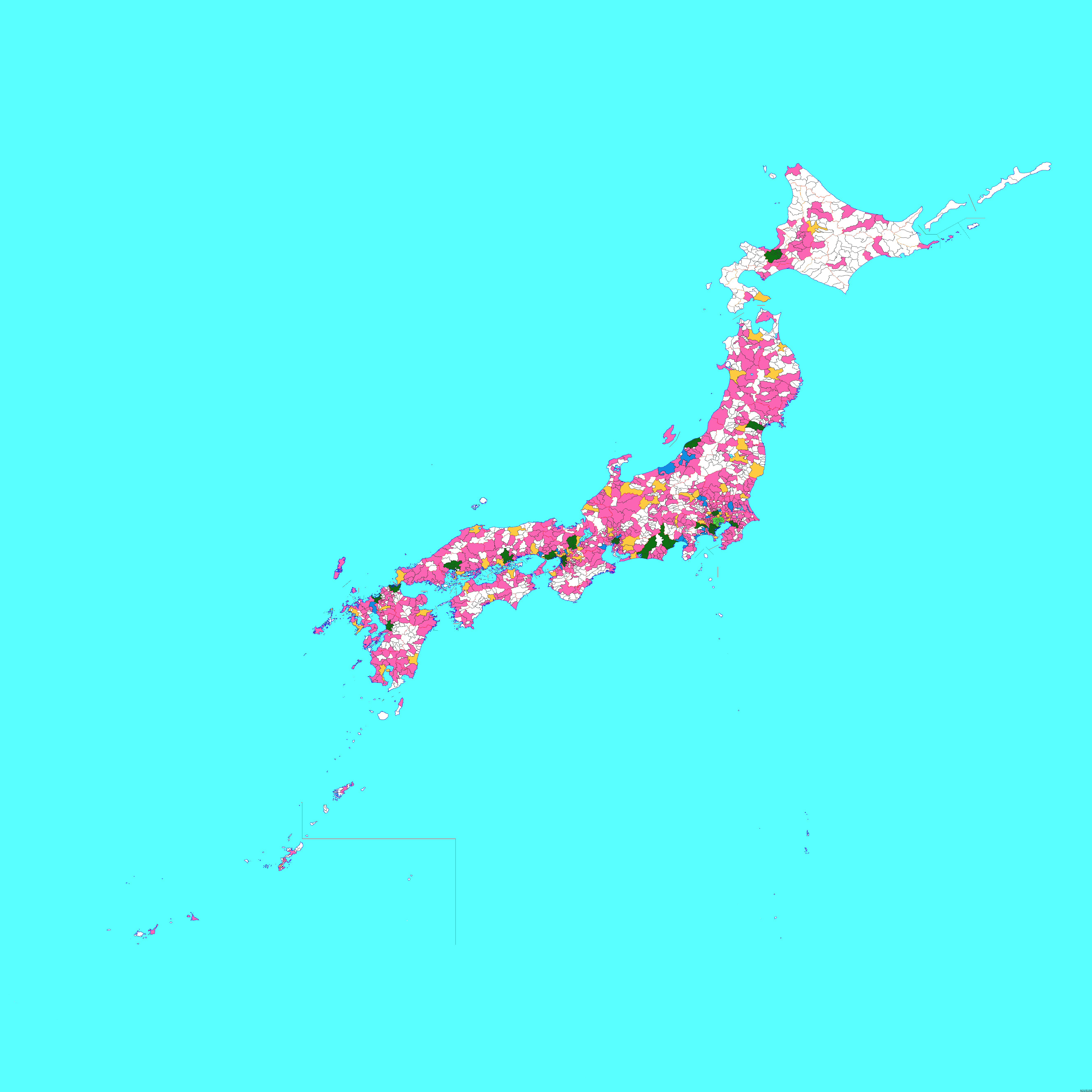
Città designata per ordinanza governativa
Città nucleo
Città
Quartieri speciali

Il titolo di città (市?, shi) in Giappone spetta agli enti che concorrono una delle quattro suddivisioni amministrative che, nel loro insieme, sono chiamate municipalità (市町村区?, shichōsonku). 
Le altre suddivisioni sono:
- Cittadine (町?, chō/machi)
- Villaggi (村?, mura/son)
- Quartieri speciali di Tokyo (特別区?, tokubetsuku)

La suddivisione amministrativa del Giappone è stata ufficializzata dalla legge di Autonomia Locale del 1947 e successive modifiche. La legge per la fusione delle municipalità, promulgata nel 2004, favorisce la formazione di nuove città mediante la fusione di cittadine e villaggi, o l'ingrandimento delle grandi città esistenti con l'assorbimento delle cittadine e dei villaggi circostanti. Lo scopo è di ridurre a 1000 il numero delle municipalità che, a tutto il 1º agosto del 2011, era di 1723.
Tokyo non viene considerata una città ma le è riservato il titolo di capitale (都?, to), di livello pari a quello delle prefetture. Ognuno dei 23 quartieri speciali in cui è suddivisa ha un'amministrazione autonoma equiparabile a quella delle città.

## Criteri per l'assegnazione dello status di città
Lo status di città (shi) viene assegnato alla municipalità dal governo della prefettura in cui si trova, in base ai seguenti criteri:
- Popolazione di almeno 50000 abitanti (原則として人口5万人以上)
- Almeno il 60% dei nuclei familiari devono abitare nel centro urbano (中心市街地の戸数が全戸数の6割以上)
- Almeno il 60% dei nuclei familiari devono essere impiegati nel commercio, nell'industria o in altre attività urbane (商工業等の都市的業態に従事する世帯人口が全人口の6割以上)
- Devono essere soddisfatti altri requisiti stabiliti da ogni singola prefettura (他に当該都道府県の条例で定める要件を満たしていること)

Vi sono casi in cui, per esigenze speciali di una prefettura, i suddetti requisiti subiscono sensibili variazioni. Ad esempio, nella sottoprefettura di Sorachi, in Hokkaidō, vi è sia la meno popolosa città del paese, Utashinai, che conta appena 6000 abitanti, sia la cittadina di Otofuke, che ne ha 40000. Con il decreto nr. 59 del 2004 per le "Condizioni speciali riguardanti la fusione delle municipalità" (市町村の合併の特例等に関する法律?), la soglia minima di 50000 abitanti per avere lo status di città è stata portata a 30000 nel caso in cui tale numero di abitanti sia frutto di una fusione di cittadine e villaggi. La risoluzione è stata presa allo scopo di ridurre il numero delle municipalità giapponesi ed i costi che esse comportano.

## Suddivisione delle città
La legge di Autonomia Locale del 1947 prevede una suddivisione delle città giapponesi con un numero di abitanti superiore ai 200000:
- Città designate per ordinanza governativa, di cui fanno parte i comuni la cui popolazione supera le 500000 unità. A tutto il 2011 tali città erano 20.
- Città principali, aventi tra i 300000 ed i 500000 abitanti. A tutto il 2011 erano 41.
- Città speciali,  aventi tra i 200000 ed i 300000 abitanti. A tutto il 2011 erano 43 abolite nel 2015

## Lista delle città del Giappone suddivise per isole di appartenenza

### Hokkaidō

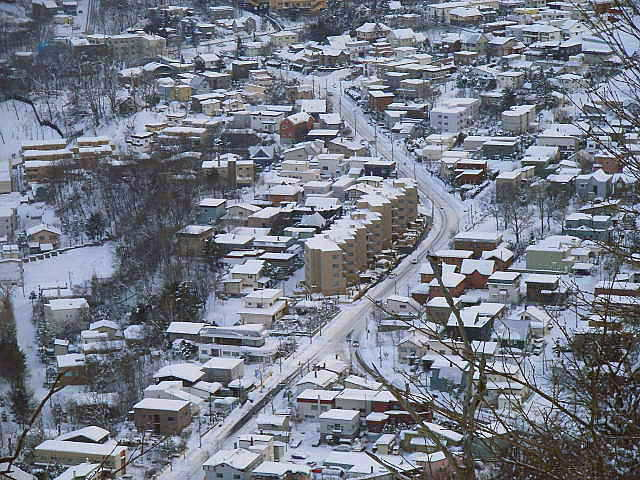
Sapporo

Città di Hokkaidō (北海道?).
- Abashiri 網走
- Asahikawa 旭川
- Bibai 美唄
- Chitose 千歳
- Ebetsu 江別
- Fukagawa 深川
- Furano 富良野
- Hakodate 函館
- Ishikari 石狩
- Iwamizawa 岩見沢
- Kitami 北見
- Kushiro 釧路
- Monbetsu 紋別
- Muroran 室蘭
- Nayoro 名寄
- Nemuro 根室
- Noboribetsu 登別
- Obihiro 帯広
- Otaru 小樽
- Rumoi 留萌
- Sapporo 札幌
- Shibetsu 士別
- Takikawa 滝川
- Tomakomai 苫小牧
- Wakkanai 稚内
- Yūbari 夕張

### Honshū

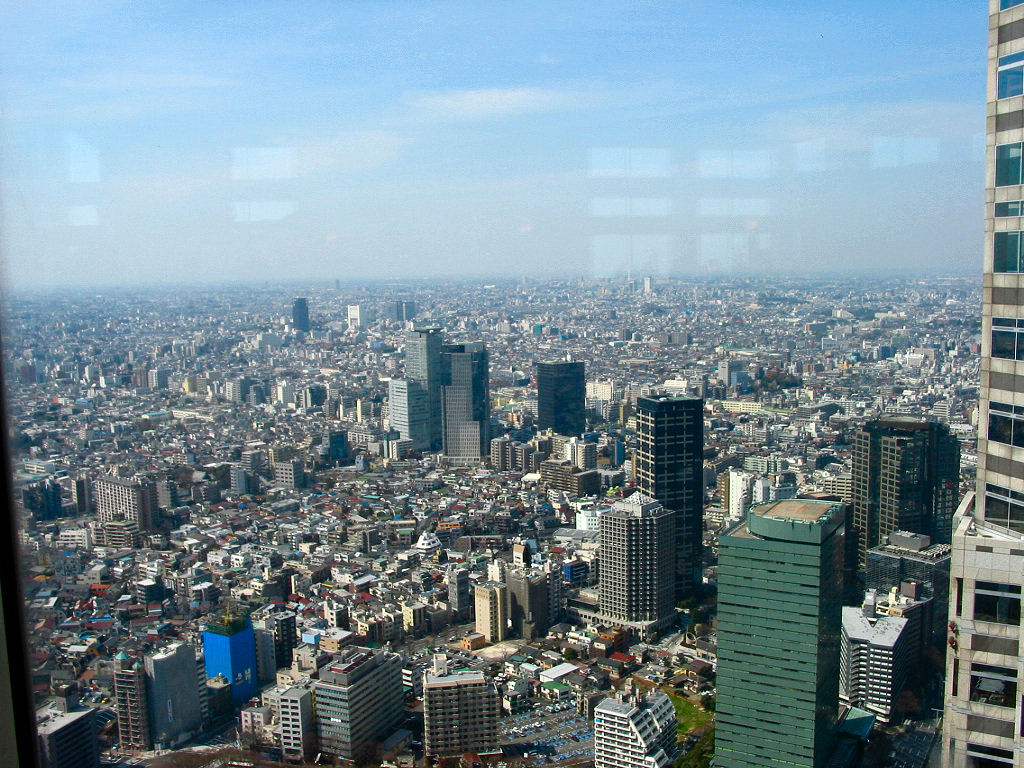
Tokyo

La capitale Tokyo (東京), che è anche il più grande centro abitato di Honshū, non viene considerata una città ma una metropoli (都?, to).
Città dell'Honshū (本州?).
- Aioi 相生
- Aisai 愛西
- Aizuwakamatsu 会津若松
- Akashi 明石
- Akita 秋田
- Akō 赤穂
- Ama あま
- Amagasaki 尼崎
- Aomori 青森
- Ashikaga 足利
- Ashiya 芦屋
- Ayabe 綾部
- Chiba 千葉
- Echizen 越前
- Daitō 大東
- Fuji 富士
- Fujiidera 藤井寺
- Fujisawa 藤沢
- Fukui 福井
- Fukushima 福島
- Fukuyama 福山
- Funabashi 船橋
- Gifu 岐阜
- Goshogawara 五所川原
- Habikino 羽曳野
- Hachinohe 八戸
- Hachiōji 八王子
- Hagi 萩
- Hakusan 白山
- Hamada 浜田
- Hamamatsu 浜松
- Hanamaki 花巻
- Hannan 阪南
- Hida 飛騨市
- Higashiōsaka 東大阪
- Hikone 彦根
- Himeji 姫路
- Hirakata 枚方
- Hiratsuka 平塚
- Hirosaki 弘前
- Hiroshima 広島
- Hitachi 日立
- Hitachiōmiya 常陸大宮
- Ibaraki 茨木
- Ichinomiya 一宮
- Ichinoseki 一関
- Iga 伊賀
- Iida 飯田
- Ina 伊那
- Ikeda 池田
- Inabe いなべ
- Ise 伊勢
- Ishinomaki 石巻
- Itami 伊丹
- Iwaki いわき
- Iwakuni 岩国
- Izumi 和泉
- Izumiōtsu 泉大津
- Izumisano 泉佐野
- Izumo 出雲
- Jōetsu 上越
- Kadoma 門真
- Kainan 海南
- Kaizuka 貝塚
- Kakogawa 加古川
- Kamaishi 釜石
- Kameyama 亀山
- Kanazawa 金沢
- Kashiwa 柏
- Kashiwara 柏原
- Kashiwazaki 柏崎
- Kasugai 春日井
- Katano 交野
- Kawachinagano 河内長野
- Kawagoe 川越
- Kawaguchi 川口
- Kawanishi 川西
- Kawasaki 川崎
- Kesennuma 気仙沼
- Kiryū 桐生
- Kishiwada 岸和田
- Kitakami 北上
- Kōbe 神戸
- Kōfu 甲府
- Komatsu 小松
- Kōriyama 郡山
- Kumagaya 熊谷
- Kumano 熊野
- Kurashiki 倉敷
- Kure 呉
- Kuwana 桑名
- Kyoto 京都
- Maebashi 前橋
- Maibara 米原
- Maizuru 舞鶴
- Masuda 益田
- Matsubara 松原
- Matsudo松戸
- Matsue 松江
- Matsumoto 松本
- Matsusaka 松阪
- Miki 三木
- Minō 箕面
- Mito 水戸
- Miyako 宮古
- Miyoshi 三次
- Mishima 三島
- Moriguchi 守口
- Morioka 盛岡
- Myōkō 妙高
- Nabari 名張
- Nagano 長野
- Nagaoka 長岡
- Nagoya 名古屋
- Nakatsugawa 中津川
- Nanao 七尾
- Nara 奈良
- Neyagawa 寝屋川
- Niigata 新潟
- Ninohe 二戸
- Nishinomiya 西宮
- Noshiro 能代
- Numazu 沼津
- Ōdate 大館
- Odawara 小田原
- Ōgaki 大垣
- Okaya 岡谷
- Okayama 岡山
- Okazaki 岡崎
- Onomichi 尾道
- Osaka 大阪
- Ōsakasayama 大阪狭山
- Ōtsu 大津
- Owase 尾鷲
- Sagamihara 相模原
- Saitama さいたま
- Sakai 堺
- Sakata 酒田
- Sendai 仙台
- Sennan 泉南
- Settsu 摂津
- Shibata 新発田
- Shijōnawate 四條畷
- Shima 志摩
- Shimonoseki 下関
- Shingū 新宮
- Shinjō 新庄
- Shiogama 塩釜
- Shizuoka 静岡
- Shūnan 周南
- Suita 吹田
- Sukagawa 須賀川
- Sumoto 洲本
- Suzu 珠洲
- Suzuka 鈴鹿
- Takaishi 高石
- Takaoka 高岡
- Takarazuka 宝塚
- Takasaki 高崎
- Takatsuki 高槻
- Tanabe 田辺
- Tendō 天童
- Toba 鳥羽
- Tokorozawa 所沢
- Tondabayashi 富田林
- Tottori 鳥取
- Towada 十和田
- Toyama 富山
- Toyohashi 豊橋
- Toyonaka 豊中
- Toyooka 豊岡
- Toyota 豊田
- Tsu 津
- Tsuchiura 土浦
- Tsuruga 敦賀
- Tsuruoka 鶴岡
- Tsuyama 津山
- Ube 宇部
- Ueda 上田
- Uozu 魚津
- Utsunomiya 宇都宮
- Wakayama 和歌山
- Yamagata 山形
- Yamaguchi 山口
- Yao 八尾
- Yokkaichi 四日市
- Yokohama 横浜
- Yokosuka 横須賀
- Yokote 横手
- Yonago 米子
- Yonezawa 米沢

### Shikoku
Città del Shikoku (四国?).
- Anan 阿南
- Kōchi 高知
- Matsuyama 松山
- Mugi 牟岐
- Muroto 室戸
- Nakamura 中村
- Naruto 鳴門
- Sakaide 坂出
- Sukumo 宿毛
- Susaki 須崎
- Takamatsu 高松
- Tokushima 徳島
- Uwajima 宇和島
- Yawatahama 八幡浜

### Kyūshū

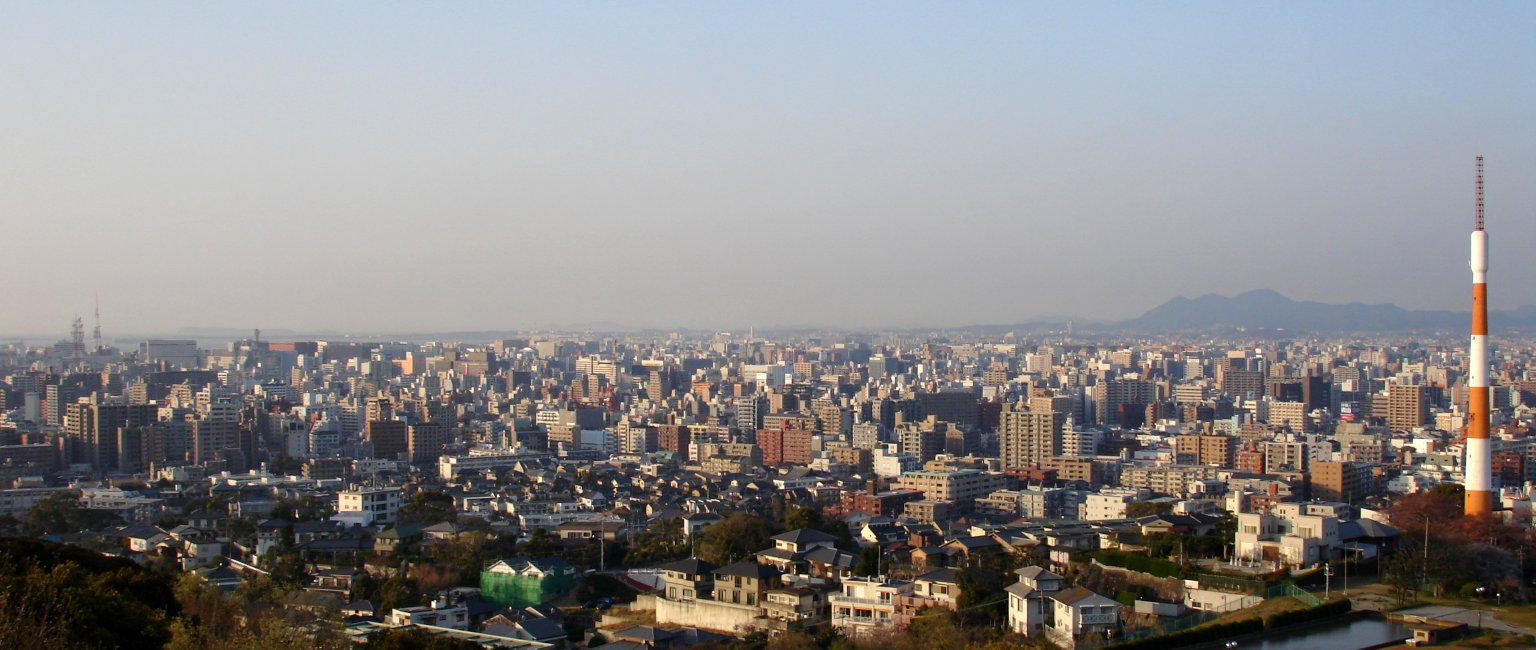
Fukuoka

Città del Kyūshū (九州?).
- Beppu 別府
- Fukuoka 福岡
- Ibusuki 指宿
- Kagoshima 鹿児島
- Kanoya 鹿屋
- Karatsu 唐津
- Kitakyūshū 北九州
- Kumamoto 熊本
- Kurume 久留米
- Makurazaki 枕崎
- Miyakonojō 都城
- Miyazaki 宮崎
- Nagasaki 長崎
- Nakatsu 中津
- Nobeoka 延岡
- Ōita 大分
- Ōmuta 大牟田
- Saga 佐賀
- Saiki 佐伯
- Sasebo 佐世保
- Satsumasendai 薩摩川内
- Yatsushiro 八代

### Isole minori

#### Okinawa
Città dell'Okinawa (沖縄諸島?).
- Ginowan 宜野湾市
- Nago 名護
- Naha 那覇
- Itoman 糸満市
- Nanjō 南城市
- Okinawa 沖縄市
- Tomigusuku 豊見城市
- Urasoe 浦添市
- Uruma うるま市

#### Gotō
Città di Gotō (五島列島?).
- Gotō 五島市

#### Yaeyama/Senkaku
Città di Yaeyama (八重山諸島?) e Senkaku (尖閣諸島?)
- Ishigaki 石垣市

#### Miyako
Città di Miyako (宮古列島?)
- Miyakojima 宮古島市

#### Amami
Città di Amami (奄美諸島?)
- Amami 奄美市